# Left 4 Dead 2
 (juillet 2020).
 (juillet 2020).
Si vous disposez d'ouvrages ou d'articles de référence ou si vous connaissez des sites web de qualité traitant du thème abordé ici, merci de compléter l'article en donnant les références utiles à sa vérifiabilité et en les liant à la section « Notes et références ».
Left 4 Dead 2 (litt. « Laissés pour morts également »), abrégé L4D2, est un jeu de tir à la première personne (FPS) coopératif de type survival horror développé par Valve et sorti en novembre 2009. Il met en scène une équipe de quatre survivants qui traversent un monde rempli de créatures sanguinaires semblables à des zombies, les « infectés ».
Ce jeu est la suite de Left 4 Dead, sorti un an plus tôt. Le gameplay est similaire à son prédécesseur, mais s'enrichit par de nouveaux types d'infectés, de nouvelles armes et de nouveaux modes de jeu.
En outre, depuis la sortie de l'extension Cold Stream en 2012, le jeu contient l'ensemble des campagnes des deux opus.

## Trame
Le scénario de Left 4 Dead 2 débute fin 2009. Une épidémie dévastatrice, causée par un agent pathogène hautement contagieux surnommé la « grippe verte » (« Green Flu »,), s'est abattue sur les États-Unis d'Amérique, transformant la quasi-totalité de la population en créatures sanguinaires semblables à des morts-vivants, appelées « infectés », qui attaquent tous les êtres humains qui ont le malheur de rencontrer leur chemin. Le gouvernement décrète la loi martiale et décide de regrouper la population survivante dans les principales villes, sous la protection de l'Armée de terre. La situation échappe alors à tout contrôle, les concentrations de survivants constituant des proies faciles pour les infectés et la majeure partie de la population non infectée est massacrée.
Le gouvernement ordonne alors la création d'une zone sécurisée, seul endroit encore sous la protection de l'armée et totalement protégé des infectés, dans laquelle sont rassemblés les derniers rescapés de la pandémie. Trois semaines après les débuts de l'infection, le gouvernement décide de reprendre le contrôle de la situation et des raids aériens commencent à être lancés par l'armée sur les grandes villes du pays, en parallèle avec des missions de reconnaissance, dans l'espoir de localiser des survivants.
Certains des derniers survivants possèdent, en outre, une grande résistance à la maladie, grâce à une prédisposition génétique transmise par le père.
C'est dans ce contexte post-apocalyptique que les quatre protagonistes, Coach, Nick, Rochelle et Ellis, se retrouvent piégés en plein centre de Savannah (Géorgie). Leur but est de rejoindre la zone sécurisée sous le contrôle de l'armée, située non loin de La Nouvelle-Orléans (Louisiane), à l'issue d'un voyage en plusieurs étapes.

### Les survivants
Même s'ils sont toujours quatre, les protagonistes survivants sont différents de ceux du premier opus, Left 4 Dead. Les joueurs incarnent désormais Rochelle, Nick, Ellis et/ou Coach.
- Rochelle (VO : Rochelle Aytes ; VF : Marie Zidi) : 29 ans. Reconnaissable à son tee-shirt rose arborant les visages des membres du groupe Depeche Mode, elle est originaire de Cleveland (Ohio). Assistante pour une chaîne de télévision, elle est envoyée à Savannah (Géorgie) pour couvrir l'événement lorsque l'infection se déclare. Elle est d'ailleurs l'un des deux personnages féminins jouables de la série (la première étant Zoey, l'une des quatre protagonistes du premier opus) ;
- Nick (VO : Hugh Dillon ; VF : Emmanuel Gradi) : 35 ans. Habillé d'un élégant costume blanc, ce playboy (en), amateur des jeux d'argent, porte le poids d'un passé carcéral. Originaire du Midwest, il mène une vie nomade, constamment en déplacement. Doté d'un tempérament acariâtre, il se montre d'abord méfiant envers ses compagnons, mais finit par leur accorder sa confiance à mesure qu'il apprend à les connaître ;
- Ellis (VO : Eric Ladin ; VF : Benjamin Pascal) : 23 ans. Le plus jeune et le plus loquace des survivants. Mécanicien de profession, il est reconnaissable à son tee-shirt jaune et sa casquette de baseball bleue et blanche. Boute-en-train, il se distingue par son optimisme inébranlable. Ne manquant pas la moindre opportunité pour tenter de donner le sourire à ses camarades, même dans les moments les plus critiques, il apporte une touche de légèreté au groupe ;
- Coach (VO : Chad Coleman ; VF : Philippe Dumond) : 44 ans. Après une blessure au genou, il a dû renoncer à sa carrière sportive et s'est reconverti en professeur d'éducation physique. Originaire de Savannah, où l'infection a débuté, il se distingue par son rôle de doyen au sein du groupe, faisant preuve de prévenance et de souci pour ses compagnons, ce qui en fait le leader de facto (à l'instar de Bill dans le premier opus).

Comme dans le premier opus, des acteurs ont prêté leur visage aux personnages : Darnell Rice (Coach), Taymour Ghazi (Nick), Shanola Hampton (Rochelle) et Jesy McKinney (Ellis).
Left 4 Dead 2 reprend et enrichit le principe de jeu du premier opus. C'est un jeu de tir à la première personne (FPS) coopératif de type survival horror. Le joueur y incarne l'un des quatre personnages d'une équipe de survivants qui doit traverser une série de cartes tout en évitant de succomber à des hordes d'infectés. En mode Versus, les joueurs peuvent incarner l'un des infectés spéciaux (aux capacités plus poussées que ceux de base) qui doivent stopper la fuite des survivants. La coopération constitue l'un des piliers essentiels du gameplay de Left 4 Dead 2, aussi bien pour les survivants que pour les infectés. Malgré le grand nombre d'infectés contrôlés par l'IA tout au long de la partie, les joueurs incarnant les infectés doivent faire preuve de coordination et d'organisation pour stopper la progression des survivants. De leur côté, ces derniers doivent rester soudés, se protéger mutuellement, gérer les soins avec vigilance et éviter les tirs amis pour espérer survivre. En plus de ceux déjà disponibles dans le premier opus, deux nouveaux modes de jeu ont été ajoutés, et un autre a vu le jour par l'intermédiaire de l'extension The Passing (Le Passage).

#### Nouveaux objets de survie
Ce deuxième opus rajoute également deux items de survie : le défibrillateur (surnommé « chest paddles », litt. « palettes thoraciques »), qui, comme tous les autres items de survie (kit de soins, cachets…), est à usage unique. Ne pouvant pas être transporté en même temps qu'un kit de soins dans l'inventaire d'un survivant, il permet de réanimer un coéquipier ; et l'injection d'adrénaline (nommée « ADRENA-SHOT »), qui, dès l'instant même où elle est utilisée, permet au bénificiaire de gagner 25 points de vie temporaires. Pendant 15 secondes, en outre, il se déplace plus rapidement, devient immunisé à la fatigue lorsqu'il assène des coups de crosse, résiste aux attaques ralentissantes d'une horde d'infectés, et sa vitesse n'est pas affectée par l'eau.
Cela augmente aussi la vitesse d'utilisation des trousses de premiers secours (sur soi ou sur un coéquipier), de réanimation avec le défibrillateur, d'accomplissement des objectifs (par exemple, verser des bidons d'essence dans un générateur), ainsi que de rechargement et de changement d'armes ou d'objets.

## Système de jeu

### ModeCollecte
Ce nouveau mode, similaire au mode Versus, reprend le principe du dernier niveau de la première campagne, « Centre de la mort » (Dead Center en version originale). Les joueurs doivent rassembler un certain nombre de bidons d'essence disséminés sur la carte pour remplir une voiture et s'échapper. Il existe actuellement six cartes pour le mode Collecte, une pour chaque campagne et deux pour « Pluie Diluvienne » (Hard Rain).
Comme dans le mode Versus, deux équipes de quatre joueurs s'affrontent, les équipes échangeant leurs rôles à la fin de chaque période. Les survivants doivent remplir le maximum de bidons d'essence avant la fin du temps imparti, voire tous les bidons (le maximum étant généralement compris entre 15 et 20), tandis que les infectés doivent les en empêcher. Après deux périodes (soit un round), l'équipe ayant rempli le plus de bidons d'essence marque un point. Le nombre de rounds varie selon la configuration de la partie : 3, 5 ou plus (il s'agit toujours d'un nombre impair). L'équipe ayant marqué le plus de points à la fin des rounds remporte la victoire.

### ModeRéalisme
Le principe de ce mode est identique au mode Campagne classique, à quelques nuances près :
- Le halo des personnages est désactivé, il n'est donc plus possible de les voir à travers les murs ni de voir s'ils sont attaqués par un infecté spécial, les rendant alors difficiles à trouver s'ils sont mis à terre.
- Les dégâts infligés aux infectés sont considérablement réduits. Seule leur tête reste très vulnérable.
- La Witch tue en un coup (ce qui n'est pas le cas en mode de difficulté Facile).
- Les survivants morts ne réapparaîtront pas avant la fin de la partie.

Ce mode renforce grandement la difficulté du point de vue des survivants.

### ModeMutation
Ce nouveau mode propose de jouer des parties avec des règles spéciales qui changent chaque semaine. En voici la liste (non exhaustive), avec les traductions officielles issues du jeu lui-même. :
- Cauchemar : Les halos sont désactivés dans une partie Collecte, et le brouillard de guerre est beaucoup plus important, seules les torches peuvent vous repérer !
- Réalisme Versus : Vous ne pouvez pas vous voir entre vous, mais les infectés le peuvent, partie Versus où les survivants ne voient pas les halos de leurs partenaires.
- Dans la tête ! : Les seuls tirs qui comptent sont ceux dans la tête.
- Hémorragie (Bleed out) : Votre santé baisse au fil du temps, partie coop où tout le monde commence avec 100 PV temporaires (à la façon des pilules), sans trousses de soin dans la campagne.
- À huit (Hard eight) : Double les spéciaux, quadruple le fun !
- Quatre épéistes : Quatre épées contre l'apocalypse !
- Ultra réalisme : Le défi réaliste ultime.
- Massacre à la tronçonneuse : Quatre tronçonneuses, des millions de zombies.
- L'homme de fer : Pas de réapparition, pas de redémarrage, toute la tension.
- Le dernier gnome sur terre : Protéger le gnome à tout prix, partie coop ou versus où les joueurs doivent transporter le gnome jusqu'à la fin.
- De la place pour une seule personne : De la place pour seulement un survivant dans ce véhicule de sauvetage.
- Healthpackalypse : Pas de trousses de soin dans ce mode Versus.
- Un litre au sang (Follow the liter (leader)) : Collectez un seul bidon à la fois.
- La fête de la chair / Carnage : Réduisez les infectés en lambeaux avec vos M60.
- Versus Survie : Pouvez-vous survivre contre vos amis ?
- Modes mutation à un seul joueur :
  - Le dernier homme sur Terre : Vous deviendrez une légende pour les infectés : le seul humain encore en vie.
  - Le dernier Samurai : Seul, uniquement armé d'un katana, vous vous aventurez en avant.
  - Tireur Isolé : Vous et votre Magnum contre la Horde et des Boomers.

### ModeVersus
Le mode Versus reprend le principe de la campagne, mais avec une différence : les joueurs forment deux équipes qui s'affrontent en alternant les rôles :
- Les survivants, dont le but est d'avancer un maximum à travers la carte sans mourir (afin d'atteindre la safe room) ou de défendre une position donnée (en attendant l'arrivée d'un véhicule de sauvetage).
- Les infectés, dont le but est de ralentir le plus possible la progression des survivants.

### Les infectés
De nouveaux infectés dits « communs », mais dotés de particularités propres, ont été ajoutés dans Left 4 Dead 2. Regroupés sous le nom Uncommon Infected (« infectés peu communs »), ils se distinguent des infectés de base par leur rareté, leur apparition limitée à certaines campagnes, et le fait que certains d'entre eux peuvent, une fois vaincus, laisser du matériel de survie.
- le Riot (« Anti-émeutes »), muni d'un gilet pare-balles, d'un écran de protection balistique et parfois d'une matraque, il est insensible à toutes les attaques de face, mais il peut être éliminé rapidement en le bousculant et en lui tirant dans le dos (il apparaît uniquement dans la campagne La Paroisse/The Parish) ;
- le Hazmat (« Agent de la CEDA »[6],[7]) est vêtu d'une combinaison de protection NBC ignifugée qui lui permet de traverser les flammes. À sa mort, il lâche parfois une bouteille de « bile de Boomer »[8] (il apparaît uniquement dans la campagne Centre de la mort/Dead Center et le premier chapitre de la campagne Le Sacrifice/The Sacrifice) ;
- le Mudman (« Boueux des marais ») peut se déplacer discrètement. Accroupi dans l'eau des marais, il projette à chaque attaque une boue qui trouble la vision du survivant (campagne Marais infectés/Swamp Fever) ;
- le Worker (« Ouvrier ») est doté d'un casque antibruit et d'un casque de chantier : il est donc insensible au signal sonore de la bombe tuyau (pipe bomb) et aux tirs dans la tête (campagnes Pluies diluviennes/Hard Rain, Sans Pitié/No Mercy et Le Sacrifice/The Sacrifice) ;
- le Clown, visuellement reconnaissable à sa tenue, et identifiable auditivement par le bruit caractéristique de ses chaussures de clown, il attire à lui des groupes d'infectés de base (campagne Lugubre Carnaval/Dark Carnival) ;
- le Fallen survivor (« Survivant déchu »), uniquement présent dans l'extension Le Passage (The Passing), a un nombre de points de vie plus élevé que le reste des infectés communs et passe la plupart de son temps à fuir pour se cacher lorsque les survivants s'approchent de lui. Lorsqu'il meurt, il abandonne du matériel précieux pour les survivants (cocktail Molotov, bombe tuyau, cachets et trousse de soins).

Les infectés spéciaux du premier opus (Tank, Witch, Smoker, Boomer et Hunter) sont toujours présents.
Le Boomer est maintenant accompagné de sa version féminine, surnommée « Bommette », dotée des mêmes capacités mais d'une apparence et de bruitages différents. En mode Versus, le joueur contrôlant cet infecté incarne aléatoirement la version masculine (Boomer) ou féminine (Boomette). En vue à la première personne, aucune différence visuelle ne permet de les distinguer.
Cela constitue d'ailleurs le seul cas dans toute la franchise Left 4 Dead (en) où un infecté spécial possède une variante de sexe opposé.
La Witch possède désormais une variante mobile appelée Wandering Witch (litt. « Sorcière errante »), qui apparaît en journée, tandis qu'elle reste immobile la nuit (comme son homologue statique). Contrairement à son homologue statique, qui reste immobile la nuit, cette version se tient debout en permanence, même lorsqu'elle ne se déplace pas. Même en mode Expert, cette version errante est moins réactive que la Witch immobile, ce qui la rend plus facile à éviter. Il reste toutefois essentiel de ne pas attirer son attention : éviter de tirer sur elle ou dans sa direction, de l'éclairer avec la lampe-torche ou de passer trop près — les mêmes précautions que face à sa version immobile s'appliquent.
La Spitter (« Cracheuse ») est une infectée féminine à la morphologie élancée et au cou allongé. Cette infectée rapide crache une grosse boule verte capable de faire un rebond sur les murs avant de s'étendre au contact du sol. Cette substance, une sorte d'acide biliaire plus ou moins semblable au vomi du Boomer et que les survivants appellent « morve » (« goo »), s'étend sur une zone de plusieurs mètres de diamètre. Tant que les survivants demeurent au contact de cette zone, ils subiront de lourds dommages sur la durée. Malgré le port de chaussures, les survivants sont agressés. À sa mort, elle répand sa morve sur une zone plus restreinte que celle qu'elle pouvait produire par ses crachats de son vivant.
Le Jockey est un infecté capable de sauter sur le dos des survivants pour les diriger vers une horde d'autres infectés, dans le vide, dans des flammes, dans la morve de la Spitter, près de la Witch ou simplement les éloigner le plus possible du groupe (de manière plus ou moins semblable au Smoker donc, mais avec une portée plus limitée). La seule façon de s'en débarrasser est qu'un autre survivant arrive à neutraliser le Jockey, que cela soit en l'abattant ou en le faisant tomber grâce à un coup de crosse avant qu'il ne soit hors de portée (ce qui n'est pas toujours aisé, au vu des mouvements plutôt imprévisibles du Jockey). Si le personnage chevauché tombe à terre (la jauge de vie verte s'est vidée complètement), le Jockey le laisse à la merci des autres infectés et se lance à la recherche d'une nouvelle cible. Sa présence est annoncée par ses cris et rires sinistres, et lorsqu'il parvient à chevaucher un joueur, une musique particulièrement angoissante est jouée.
Le Charger est un infecté spécial très résistant, caractérisé par un bras droit et un pied gauche hypertrophiés. Son nom vient évidemment de sa capacité à « charger » les survivants. Il lance un cri sourd tout en chargeant en ligne droite sur plusieurs dizaines de mètres, en empoignant le premier survivant qu'il rencontre durant sa course/charge. Si d'autres survivants sont sur sa trajectoire, ils seront éjectés (en fonction de la distance et de la hauteur, la chute peut causer de 10 points de dégâts à une mort immédiate) et il leur faudra plusieurs secondes pour se relever.
Une fois qu'un Charger a saisi un survivant, plusieurs scénarios peuvent se produire. S'il atteint sa destination ou rencontre un obstacle, cela inflige des dégâts immédiats au survivant. De plus, s'il tombe d'une hauteur significative avec le survivant, cela peut le blesser gravement, voire le tuer. Ensuite, le Charger frappe le survivant au sol, contre un mur ou au plafond, infligeant des dégâts à chaque coup jusqu'à ce que l'un des deux soit neutralisé ou qu'une explosion à proximité interrompe l'action du Charger. En cas d'impact raté où le Charger ne saisit aucun survivant et heurte un mur, il sera étourdi pendant un court laps de temps. Si d'autres survivants ou infectés spéciaux se trouvent à proximité, ils seront également affectés par le choc de cette charge.
Contrairement à la plupart des autres infectés, il est impossible de libérer un survivant saisi par un Charger en le frappant avec des attaques au corps à corps, sauf si cela entraîne la mort du Charger en raison des dégâts qu'il a subis auparavant de la part d'un ou plusieurs survivants.
La langue du Smoker peut désormais être coupée. En effet, Left 4 Dead 2 a également ajouté la possibilité pour les survivants de s'équiper d'une arme de mêlée (arme blanche) en tant qu'arme secondaire (dans le premier opus, seul le Colt M1911 occupait ce rôle, y compris en akimbo). Une grande partie de ces armes — très souvent celles à l'aspect tranchant — peuvent sectionner la langue du Smoker lorsque celle-ci est sur le point d'attraper un survivant ou l'un de ses alliés.

### Campagnes de jeu
En solo ou en multijoueur, Left 4 Dead 2 se compose de six campagnes (cinq dans le jeu original et une nouvelle sous forme de contenu téléchargeable ultérieur), elles-mêmes divisées en plusieurs chapitres. Bien qu'elles se suivent chronologiquement, les campagnes peuvent se jouer indépendamment les unes des autres. À la différence de Left 4 Dead où toutes les campagnes sont nocturnes, ce deuxième volet en comporte trois diurnes.
- Centre de la mort (Dead Center) : La première campagne se déroule en plein jour, au cœur de la ville de Savannah, située à l'est de l'État de Géorgie, dans le Sud des États-Unis. Il faut traverser un incendie dans un hôtel et des espaces fermés et sombres. Les quatre survivants commencent sur le toit de l'hôtel où ils ont raté de justesse l'un des derniers hélicoptères d'évacuation. Ils décident d'essayer d'atteindre La Nouvelle-Orléans où se trouve un poste d'évacuation. Les chapitres : hôtel, rue, centre commercial et atrium. Ils s'enfuient à la fin avec une voiture de stock-car entreposée dans un centre commercial ;
- Le Passage (The Passing) : Toujours en possession de la voiture de stock-car, ils doivent faire une halte car un pont levant monté leur barre le chemin. L'un des survivants du premier Left 4 Dead, Zoey ou Francis qui sont sur le pont, leur propose de faire le tour pour activer le générateur. Les chapitres : la berge, les souterrains, le pont. Après avoir baissé le pont, aidé par les survivants du premier volet, ils récupèrent leur voiture et reprennent leur route. Il s'agit de la première extension de Left 4 Dead 2 ;
- Lugubre Carnaval (Dark Carnival) : Cette campagne se déroule de nuit. Les survivants traverseront notamment une fête foraine. Ils commencent sur l’autoroute, mais ne peuvent poursuivre leur route à bord de la voiture utilisée précédemment, bloqués par un embouteillage s’étendant sur plusieurs kilomètres. Ils pénètrent ensuite dans la fête foraine et termine sur le lieu où devait se trouver un concert et où un hélicoptère vient les chercher. Les chapitres : autoroute, parc d'attractions, grand 8, étables et concert. Ils s'enfuient à la fin par hélicoptère ;
- Marais infectés (Swamp Fever) : La troisième campagne se passe à l'aube, dans la nature, dans les marécages et les bayous de la Louisiane. Le pilote de l’hélicoptère précédent aurait été infecté et aurait muté à bord de l’appareil, contraignant les survivants à l’éliminer et provoquant le crash de l’hélicoptère. Les chapitres : pays des planches, marais, cabanes et plantation. Ils s'échappent à la fin sur un bateau de pêche piloté par un personnage non-joueur (PNJ) nommé Virgil ;
- Pluies diluviennes (Hard Rain) : Cette campagne se déroule le matin, mais l'obscurité ne tarde pas à tomber en raison d’un violent orage, comme le titre de la campagne l’indique. Virgil, dont le bateau est apparemment presque à court de carburant, dépose les survivants à une station au bord du fleuve. Cependant, il n'y reste malheureusement plus une seule goutte de carburant. Les quatre compagnons devront alors partir en chercher plus loin avant de revenir sur leurs pas. Les chapitres : Ville ouvrière, Sucrerie, Fuite de la sucrerie, Retour en ville et Fuite de la ville. À la fin, ils reprennent le bateau pour enfin se diriger vers La Nouvelle-Orléans. Cette campagne est sans doute l'une des plus difficiles, d’une part à cause de la pluie battante réduisant fortement la visibilité dans les trois dernières cartes, mais aussi en raison de violentes averses ponctuelles accompagnées d'éclairs, qui attirent les infectés et rendent la progression encore plus périlleuse. D'autre part, la sucrerie abrite un nombre particulièrement élevé de Witchs, ce qui renforce considérablement la difficulté de se frayer un chemin à travers cette zone ;
- La Paroisse (The Parish) : La dernière campagne a lieu entièrement de jour. Le pont du dernier chapitre évoque le Lake Pontchartrain Causeway, qui dessert notamment la banlieue de La Nouvelle-Orléans. Virgil les dépose ici et se sépare d'eux. Les chapitres : front de mer, parc, cimetière, quartier français et pont. Après avoir appelé des renforts par radio et traversé un pont infesté d'infectés, ils s'échappent en hélicoptère, cette fois pour de bon, semble-t-il.

À la suite des extensions, le jeu inclut également deux campagnes placées en dehors de l'intrigue principale : Le Sacrifice, qui retrace le destin final des quatre survivants du premier Left 4 Dead ; et Cold Stream, campagne créée par la communauté, qui permet également de jouer ou de rejouer les campagnes du premier jeu tout en profitant des nouveautés introduites dans Left 4 Dead 2 (nouvelles armes, items de survie, infectés, etc.).

## Développement
Left 4 Dead 2 a été annoncé lors de l'E3 2009 pour le 19 novembre 2009, et est finalement sorti deux jours en avance, le 17, quasiment un an jour pour jour après la sortie du premier opus, le 21 novembre 2008.

### Polémique concernantLeft 4 Dead 2
L'annonce d'une suite à Left 4 Dead suscite des réactions mitigées parmi les joueurs. Certains perçoivent cette initiative de Valve comme purement commerciale, estimant que le développement d'une suite est prématuré, notamment au vu des dernières mises à jour et améliorations promises pour le premier épisode. La déception découle notamment de l'attente de nouvelles cartes, mises à jour et améliorations, qui avaient été évoquées par les développeurs. Certains joueurs estiment que l'attention aurait dû être concentrée sur l'enrichissement du premier opus, notamment avec l'introduction des deux dernières campagnes en mode Versus et du mode Survie en avril 2009, avant de se lancer dans le développement d'une suite,.
Cette annonce de sortie est à l'origine, dans la communauté Steam, d'un groupe de boycott de Left 4 Dead 2, regroupant des joueurs souhaitant manifester leur mécontentement face au projet de Valve mais aussi leur attachement au premier Left 4 Dead, dont ils estiment que les potentialités vidéoludiques n'ont pas été toutes exploitées.

### Nouveautés
Par rapport au premier épisode, Left 4 Dead 2 propose :
- cinq nouvelles campagnes qui se suivent chronologiquement, avec plusieurs passages en plein jour (jusque-là, toutes les campagnes de L4D se déroulaient de nuit) ;
- de nouvelles armes principales : le MAC-10 (toujours équipé d'un silencieux), le Franchi SPAS-12, le Heckler & Koch G3/SG1, le FN SCAR, l'AK-47, le lance-grenades et la Saco M60[19],[20] ;
- de nouvelles armes secondaires, à savoir onze armes de corps à corps[21] (batte de cricket, pied-de-biche, poêle à frire, tronçonneuse, katana, batte de baseball, tonfa, hache de pompier, guitare électrique, machette et club de golf) et deux nouvelles armes de poing (SIG Sauer P220 et le Magnum/Desert Eagle)[22] ;
- deux nouveaux items de survie : le défibrillateur (« chest paddles ») et l'injection d'adrénaline (« ADRENA-SHOT ») ;
- une nouvelle arme de jet : la bile de Boomer[23],[24] ;
- des munitions spéciales, incendiaires et explosives, en quantité limitée ;
- des lasers de visée seulement utilisables pour les armes principales ;
- des impacts de balles aux effets visuels plus détaillées qu'avant sur les infectés ;
- de nouveaux types d'infectés communs et spéciaux ayant une apparence et des capacités distinctes ;
- trois nouveaux modes de jeu : Collecte, Réalisme et Mutation ;
- une amélioration de l'intelligence artificielle.

### Extensions

#### Le Passage
Une première extension, payante sur Xbox 360 (échangeable contre 560 MS points) et gratuite sur PC, intitulée Le Passage (The Passing), est sortie le 22 avril 2010. Cette extension ajoute une nouvelle campagne au jeu, qui peut être jouable en mode coopératif et Versus, se déroulant sur trois cartes distinctes : La berge, Les souterrains et Le pont. Celle-ci se situe chronologiquement entre les première et seconde campagnes du jeu original, et les survivants respectifs des deux Left 4 Dead s'y rencontrent.
Cette extension enrichit l'expérience de jeu avec plusieurs ajouts notables : les niveaux de la campagne Le Passage deviennent accessibles en modes Survie et Collecte ; une nouvelle arme à feu, la mitrailleuse polyvalente Saco M60, fait son apparition, tout comme le club de golf en tant qu'arme de mêlée. Grâce à cette extension, un nouvel « infecté peu commun » (Uncommon Infected), le Fallen Survivor (litt. « Survivant déchu »), rejoint cette catégorie spécifique d'infectés communs introduite dans Left 4 Dead 2, aux côtés de l'agent de la CEDA (Hazmat), du boueux des marais (Mudman), de l'ouvrier (Worker), et d'autres encore.
Au cours de cette aventure, les nouveaux survivants, Coach, Rochelle, Ellis et Nick, croisent le chemin des anciens héros, Zoey, Louis et Francis, du premier opus. Bien que ces derniers offrent leur aide, ils ne sont pas jouables.
L'un des survivants jouables dans le premier opus, Bill, est découvert mort à la toute fin de la campagne (dans la carte Le pont). Les circonstances de sa mort sont éclaircies dans l'extension suivante, Le Sacrifice (dont la dernière carte se déroule au même endroit que Le pont).

#### Le Sacrifice
Une deuxième extension prologue, intitulée Le Sacrifice (The Sacrifice), est sortie le 5 octobre 2010. Gratuite sur PC et disponible également pour Left 4 Dead, cette extension retrace l'aventure des héros du premier opus après les campagnes du premier Left 4 Dead, mais avant les événements de l'extension Le Passage. Ces deux campagnes se déroulent au même endroit. Lors du Final, les joueurs doivent choisir de sacrifier un personnage pour permettre aux autres de fuir, expliquant ainsi pourquoi Bill est retrouvé mort dans l'extension Le Passage.
Les quatre survivants du premier jeu (Bill, Zoey, Francis et Louis) sont jouables dans cette campagne. Il n'est pas nécessaire de sacrifier Bill, bien que le faire permette de débloquer le succès "Kill Bill" (clin d'œil au célèbre diptyque cinématographique réalisé par Quentin Tarantino).

#### Cold Stream
Cold Stream est un rajout notable de Left 4 Dead 2. Cette extension est disponible depuis le 24 juillet 2012 en téléchargement. Elle est payante sur Xbox 360 (échangeable contre 560 points Microsoft) et gratuite sur PC. Ce troisième DLC intègre une campagne inédite réalisée par la communauté, appelée Cold Stream, mais comprend également les campagnes de Left 4 Dead premier du nom : No Mercy, Crash Course, Death Toll, Dead Air et Blood Harvest. À cette occasion, les graphismes ont été remaniés.
De plus, les armes, objets et nouveaux infectés spéciaux introduits dans Left 4 Dead 2 sont également présents dans le premier Left 4 Dead grâce à cette extension.

#### The Last Stand
The Last Stand est un remake de la campagne en deux cartes issue de la mission de survie éponyme de Left 4 Dead, créé par la communauté de Left 4 Dead 2. Il est sorti dans le cadre de la mise à jour The Last Stand, le quatrième DLC de Left 4 Dead 2, le 24 septembre 2020.
Cette campagne, ainsi que la mise à jour de contenu portant le même nom, sont exclusives à la version PC et ne sont pas disponibles sur Xbox 360.
Les développeurs ont présenté cette campagne comme une fin alternative à Death Toll, imaginant un scénario où les survivants emprunteraient un chemin différent de celui de la fin originale.
Les survivants de Left 4 Dead (Zoey, Bill, Louis et Francis) atteignent finalement un village inconnu à bord d'un pick-up. Cependant, leur véhicule tombe en panne, les forçant à poursuivre leur route à pied. Les barricades et barrages routiers, conséquences du chaos causé par les infectés, les obligent à faire un détour qui les mène au phare local, plutôt qu'aux sites d'évacuation, désormais désaffectés à leur arrivée.
Concluant que leur seul espoir de sauvetage réside dans l'activation du phare, inutilisé depuis longtemps, et espérant attirer l'attention d'un bateau, les survivants parviennent à allumer la balise grâce à des bidons d'essences dispersés un peu partout dans les environs. Ils doivent alors résister seuls aux assauts massifs des infectés, dans l'attente hypothétique des secours.

### Port du jeu vers GNU/Linux
Valve a annoncé travailler sur le portage informatique de Left 4 Dead 2 pour Ubuntu. À travers son blog, Valve annonce le 1er août 2012 obtenir de meilleures performances avec Linux et OpenGL qu'avec Windows et Direct3D. Le 3 mai 2013, la version bêta de Left 4 Dead 2 pour Linux est disponible sur Steam.

## Réception
En 2009, Left 4 Dead 2 est classé 82e meilleur jeu de tous les temps par le site Jeuxvideo.com.